# پارکووه
پارکووه (به لاتین: Parkove) یک منطقهٔ مسکونی در اوکراین است که در Yalta Urban Okrug واقع شده‌است. پارکووه ۱٫۴۴۲۹ کیلومتر مربع مساحت و ۴۰۳ نفر جمعیت دارد و ۱۰۲ متر بالاتر از سطح دریا واقع شده‌است.